# Myioborus brunniceps
Myioborus brunniceps е вид птица от семейство Parulidae.

## Разпространение
Видът е разпространен в Аржентина и Боливия.